# Serdar Gümüş
Serdar Gümüş (* 12. November 1957 in Izmir) ist ein türkischer Karambolagespieler in der Disziplin Kunststoß, Weltmeister und dreifacher Europameister.

## Karriere
Gümüş Karriere kam ziemlich spät in Fahrt. Bei seinem ersten nationalen Medaillengewinn war er schon 39 Jahre alt, als er 1996 die Bronzemedaille bei den Türkischen Meisterschaften gewann. Ein Jahr später konnte er sich ebenfalls Bronze bei der Europameisterschaft erspielen, 2007 sein erstes Gold bei der EM. Es sollte aber noch bis 2012 dauern, ehe er im Alter von 55 Jahren seinen ersten Weltmeistertitel gewann.

## Erfolge
- Billard Artistique-Weltmeisterschaft:  2012   2008
- Billard Artistique-Europameisterschaft:  2007, 2015, 2017  2013  1997
- European Grand Prix:  2015  1999
- Türkische Meisterschaft:  1996, 2005, 2015[1][2]